# Johann Wilhelm Sondermann
Johann Wilhelm Sondermann (* 30. September 1770 in Elberfeld (heute zu Wuppertal); † 9. Januar 1857 in Gummersbach) war ein deutscher Unternehmer. Er legte als Industriepionier den Grundstein für die Gummersbacher Textilindustrie und für die Mechanisierung der gesamten oberbergischen Industrie.

## Abstammung und Familie
Die Sondermanns waren eine evangelische, ursprünglich reformierte Familie. Bei ihrer ersten Erwähnung um 1630 siedelte die Familie im Metzmachersrath, das – zum Kirchspiel Langenberg gehörig – an der Grenze zwischen Langenberg und Elberfeld liegt. Die Familie Sondermann ist unter anderem verwandt mit den Familien Engels (→ Friedrich Engels), Harkort (→ Friedrich Harkort), Carus (→ Paul Carus) sowie Kersten (→ Abraham Kersten).
Johann Wilhelm Sondermann heiratete im Jahr 1801 mit Dorothea Katharina Wilhelmine Baltes (1776–1849) in eine alteingesessene Gummersbacher Familie ein. Er und seine Nachfahren gründeten bedeutende Unternehmungen im Oberbergischen Land. Hervorzuheben sind neben der Sondermann’schen Seiden- und Siamosenmanufaktur in Gummersbach (gegründet 1813) die Strick-, Wirkwarenfabrik und Spinnerei Emil Wilhelm Sondermann in Mühlenseßmar (gegründet 1872) sowie die Zanella-Fabrik Sondermann & Co. GmbH in Nöckelseßmar (gegründet 1884), die später in dem Hildener Unternehmen Kampf & Spindler aufging.

### Nachfahren
Zu den Nachfahren des Johann Wilhelm Sondermann zählen u. a.:
- Friedrich Wilhelm Sondermann (1836–1874), Wegbereiter der Gummersbacher Großindustrie, Aufsteller der ersten Dampflokomobilen im Oberbergischen Land (Niederseßmar und Bergneustadt)
- Eduard Sondermann (1841–1898), langjähriger Stadtrat und Förderer des Anschlusses Gummersbachs an die Eisenbahn
- Emil Wilhelm Sondermann (1843–1907), Gummersbacher (Mühlenseßmarer) Großunternehmer
- Christian Sondermann (1863–1945), Mitgründer der Herdecker Idealspaten-Fabrik Bredt GmbH & Co. KG
- Richard Sondermann (1871–1951), Augenarzt, bedeutender Förderer des Gummersbacher (Dieringhausener) Gemeinwohls
- Oscar Kayser (1874–1959), Jurist, Ehrenbürger der Gemeinde Marienheide
- Friedrich Wilhelm Erich Leschke (1887–1933), Mediziner, außerordentlicher Professor an der Berliner Charité, Erfinder des Pneumothoraxapparats und Namensgeber des Leschke’schen Syndroms (Dystrophia pigmentosa)
- Erich Sondermann (1888–1959), deutscher Bankmanager
- Hans-Dieter Ellenbeck (1912–1992), deutscher SS-Arzt
- Gert Paul Spindler (1914–1997), Hildener Seidenfabrikant, Gründer der Arbeitsgemeinschaft Partnerschaft in der Wirtschaft e. V. (AGP Mitarbeiterbeteiligung)
- Marianne Carus geb. Sondermann (1928–2021), deutsch-amerikanische Redakteurin und Verlegerin
- Hanspeter Stabenau (1934–2020), Gründer und langjähriger Vorsitzender der Bundesvereinigung Logistik
- Gert Hoffmann (* 1946), Oberbürgermeister der Stadt Braunschweig von 2001 bis 2014

## Unternehmerisches Wirken

### Elberfelder Zeit
Bereits für 1804 ist Johann Wilhelm Sondermann als Fabrikant in Elberfeld belegt. In seinen Webereien soll er in der Hauptsache so genannte Türkische Long Shawls gefertigt haben. Die von Napoleon Bonaparte verhängten Wirtschaftsblockaden zwangen ihn indes spätestens im Jahr 1808, seine wirtschaftlichen Aktivitäten einzustellen und sich mit seiner Familie in Gummersbach, dem Geburtsort seiner Frau, anzusiedeln.

### Sondermannsche Seiden- und Siamosenmanufactur
Mit der Niederlage Napoleons in Russland im Jahr 1812 und noch vor der Völkerschlacht bei Leipzig im Oktober 1813 nahm Sondermann seine wirtschaftlichen Aktivitäten wieder auf. So errichtet er in der Winterbecke 1813 ein Wohnhaus mit einer Produktionsstätte zur Herstellung von Seiden und Siamosen, genauer zur Fabrikation seidener Tücher (Türkischer Long Shawls).
Der Gummersbacher Pastor Johann Friedrich Franz von Steinen berichtet dazu: „Gantz oben in der sogenannten Winterbecke (ich muß hier noch bemercken, dass die Gummersbach, ehe sie an die Häuser des Dorfs kommt, den Nahmen Winterbecke, besser der Winterbach, führt und das wohl daher, weil das Wasser des Bachs so leicht zufriert) unter der ersten Wiese daselbst hat ehedem auf diesem Bache eine Lohmühle gestanden, wovon der Wassergraben noch deutlich zu sehen ist. Jezt hat (etwas höher hinauf) an dem nämlichen Orte, wo sonst die Lohmühle stand, Johann Wilh. Sondermann ein Wohnhaus 1813 gebaut, und in demselben zugleich eine Spinn-, Kratz- und Walkmaschine, welche alle 3 zusammen nur durch 1 Rad vom Wasser getrieben werden.“
Mit dem Bau seiner Fabrik in der Winterbecke legte Johann Wilhelm Sondermann nicht nur den Grundstein der Textilindustrie in Gummersbach, die dort zu großer Blüte gelangte, sondern gab auch den Startschuss für die Mechanisierung der Gummersbacher und oberbergischen Industrie.
Die wirtschaftliche Entwicklung der Sondermann’schen Seiden- und Siamosenmanufaktur nahm, begünstigt durch die oberbergischen Standortvorteile – niedrige Arbeitslöhne, günstige Grundstückspreise und die durch den Niedergang der Hammerwerke freigewordene exzellente Wasserkraft –, einen guten Anfang. Pastor Johann Friedrich Franz von Steinen schreibt um 1817: „Neuerdings hat auch einer Johann Wilhelm Sondermann eine Seiden- und Siamosen-Manufaktur von einigen Stühlen angelegt, wobei schon viele Leute ihr Brod finden.“
Bald darauf errichtete Sondermann etwas weiter oben in der Winterbecke ein zweites Gebäude, um dort die Wasserkraft zur Wollspinnerei, Färberei und Tuchfabrikation auszunutzen. Doch offenbar übernahm er sich damit, denn am 24. Februar 1820 verkaufte er laut erhaltenem Vertrag – nunmehr als „Baumwollfabrikant“ –, dieses „oberste Wohn- und Fabrikhaus mit Hinter- oder Nebengebäuden, Graben und Teichen und alles was zwischen der Brücke und dem obersten Teich […] gelegen ist […] samt allen in den Gebäuden befindlichen Maschinen und Gerätschaften“  an Christian Pickhardt für 5400 Reichstaler. Vor allem war Johann Wilhelm Sondermann bei Pickhardt verschuldet, denn zwei Drittel des Kaufpreises wurden zur Deckung der aufgelaufenen Schulden verwendet.
In der Folge arbeitete Sondermann mit Christian Pickhardt im entstandenen Tuchfabrik Pickhardt & Sondermann zusammen, die bereits 1828 als Großunternehmen einzuordnen war. Die Zusammenarbeit endete indes vor 1833.

### Pfeifenschlauchfabrik Sondermann
Johann Wilhelm Sondermann verlegte sich nach 1820 in der ihm verbliebenen Anlage an der Ecke Hohe Straße / Kaiserstraße auf die Produktion von Pfeifenspitzen und -schläuchen. Burghart Baldus schreibt ihm in seiner 1927 erschienenen Dissertation zur Wirtschaftsgeschichte im Raum Gummersbach zu, er habe die Pfeifenschläuche sogar erfunden. Nach landrätlicher Statistik aus dem Jahr 1836 beschäftigte Sondermann in seiner „Pfeifenschlauchfabrik“ 20 Arbeiter an drei Maschinen und ist damit einer der größten Arbeitgeber im Kreis. Gemäß Statistik wurden „Pfeifenschläuche jeder Art“ produziert. Die Fabrik wurde um 1857 nach Niederseßmar verlegt und von den Nachfahren Sondermanns weitergeführt.